# Progress M-59
Progress M-59 (ryska: Прогресс М-59) eller som NASA kallar den, Progress 24 eller 24P, var en rysk obemannad rymdfarkost som levererade förnödenheter, syre, vatten och bränsle till rymdstationen ISS. Den sköts upp med en Sojuz-U-raket från Kosmodromen i Bajkonur den 18 januari 2007 och dockade med ISS den 20 januari. 
Farkosten lämnade rymdstationen den 1 augusti 2007 och brann upp i jordens atmosfär några timmar senare.

### Fotnoter
1. ↑  ”NASA Space Science Data Coordinated Archive” (på engelska). NASA. https://nssdc.gsfc.nasa.gov/nmc/spacecraft/display.action?id=2007-002A. Läst 1 mars 2020.
2. ↑  Manned Astronautics - Figures & Facts Arkiverad 8 oktober 2007 hämtat från the Wayback Machine., läst 15 juli 2016.